# MPU-401
Le MPU-401 (MPU signifiant MIDI Processing Unit, soit "unité de traitement MIDI") est un standard important mais obsolète pour les interfaces MIDI pour les ordinateurs personnels. Il a été conçu par le constructeur Roland, qui est un des coauteurs de la norme MIDI.
Le MPU 401 peut être utilisé dans 2 modes, le mode normal ou le mode UART.
Le mode normal fournit au système hôte un séquenceur 8 pistes, une sortie d'horloge MIDI, un signal de sortie SYNC 24 (connecteur de type DIN) également appelé DIN sync, une synchronisation de bande magnétique et un métronome. Il est donc souvent surnommé « mode intelligent ».
Le mode UART quant à lui, se contente de relayer les données MIDI entrantes et sortantes.
Les ordinateurs devenant de plus en plus puissants, les fonctionnalités fournies par le mode normal sont devenues obsolètes, le système hôte apportant généralement des fonctionnalités plus avancées. Le mode UART est donc devenu le mode d'opération dominant, et de nombreux clones de cette interface sur les cartes ou processeurs sonores ne supportent plus le mode normal.
Aujourd'hui, un contrôleur MIDI sur port USB remplace souvent avantageusement cette interface.